# Афинская консерватория
Афинская консерватория (греч. Ωδείον Αθηνών) — старейшая консерватория современной Греции. Её художественным руководителем является Аристотель Гаруфалис.

## История
Она была основана в 1871 году Афинским музыкально-драматическим обществом. Первоначально в заведении обучали игре только на двух музыкальных инструментах: на скрипке и флейте. Показательно, что уроки игры на фортепиано не были включены в программу. В 1891 году новый директор консерватории Георгиос Надзос, который сам получил музыкальное образование в Германии, расширил учебную программу консерватории путём внедрения современного западно-европейского стиля. В 1893 году при консерватории был организован оркестр, который в 1911 году выделился в отдельную структуру, что сегодня существует под названием Афинский государственный оркестр.
Среди музыкантов, которые преподавали в Афинской консерватории, — Манолис Каломирис, Эльвира де Идальго. Среди выпускников консерватории также много выдающихся личностей мировой истории музыки: Спиридон Самарас (1882), Мария Каллас (1938), Димитрис Митропулос (1919), Джина Бахауэр, Фрасивулос Георгиадис, Нана Мускури, Ставрос Ксархакос и Микис Теодоракис.